# Bir Tawil
Bir Tawil o Bi'r Tawīl (بيرطويل en árabe; Bi'r o بير , 'pozo de agua alto') es un área de 2060 km² a lo largo de la frontera entre Egipto y Sudán; pero que no pertenece, ni está reclamada, por ningún país, siendo considerada terra nullius. También es llamada «triángulo de Bir Tawil», a pesar de su forma trapezoidal, con su lado más largo en el Norte corriendo sobre el círculo de latitud 22° N. Es la única área donde la frontera administrativa de 1902 entre los dos países se recorrió al sur de la frontera política de 1899. El área es de entre 46 km (en el Sur) y 95 km (en el norte) de largo de este a oeste, y entre 26 y 31 kilómetros de ancho de norte a sur, y 2060 km² de territorio. Se la nombró así ya que existe un pozo de agua en su centro. El área estuvo bajo administración egipcia en 1902, ya que era el territorio de la tribu ababda, cerca de Asuán, Egipto.
Al mismo tiempo, el triángulo de Hala'ib al norte del círculo de latitud 22°, y al noreste del área, estaba bajo administración sudanesa, debido a las tribus que habitaban el lugar y provenían de ese país.
Egipto afirma que en la frontera original de 1899, el círculo de latitud 22°, colocaría al Triángulo de Hala'ib dentro de su territorio y a Bir Tawil en territorio sudanés. Sin embargo, Sudán afirma que según la frontera administrativa de 1902, Hala'ib es territorio sudanés y el área de Bir Tawil se encuentra dentro de Egipto. Como resultado, ambas naciones aseguran que el Triángulo de Hala'ib les pertenece y Bir Tawil no (siendo esta sólo una décima parte del territorio ocupado por Hala'ib). No existe una base en el derecho internacional para proclamar a Sudán o a Egipto propietarios de ambas tierras. Este es el único territorio en el planeta, exceptuando la Tierra de Marie Byrd en la Antártida, que no pertenece ni es reclamado por ningún país. Incluso sería difícil que otro Estado lo proclamara, ya que sus fronteras se encuentran solo entre Egipto y Sudán.
Al norte del área se encuentra la montaña Jabal Tawil (جبل طويل en árabe, 21°57′N 33°48′E / 21.950, 33.800), con una altura de 459 m. En el Este se encuentra Jabal ajar az Zarqā', con una altura de 662 m.
En el sur, se encuentra Wadi Tawil (وادي طويل en árabe, también llamado Khawr Abū Bard, 21°49′N 33°43′E / 21.817, 33.717).

## Historia
En 1899, los británicos trazaron una línea fronteriza en el paralelo 22, que delimitaba Egipto al norte y Sudán al sur. Este acuerdo fue resultado de la expansión colonial británica, en la que buscaban administrar ambas regiones bajo una división clara y sencilla. Según esta línea, Bir Tawil quedó oficialmente en el lado sudanés, mientras que el Triángulo de Hala’ib, al este de Bir Tawil y una zona de interés estratégico y económico por su acceso al Mar Rojo, fue asignado a Egipto. Sin embargo, esta división no sería definitiva.
En 1902, los británicos decidieron ajustar la frontera. Este cambio fue aparentemente menor, pero con consecuencias profundas para la administración y la percepción de ambos territorios. Los británicos movieron la frontera ligeramente al sur, dejando a Bir Tawil en el lado egipcio y el Triángulo de Hala’ib en el lado sudanés. Esta decisión respondía principalmente a necesidades de administración práctica y al reconocimiento de los patrones de uso de la tierra por parte de las tribus locales, que se encontraban en el área del Triángulo de Hala’ib y que se identificaban más con Egipto.
La modificación de 1902 es la razón subyacente por la que Bir Tawil no es reclamado oficialmente por ninguno de los dos países. Mientras el Triángulo de Hala’ib representa un área fértil con acceso a recursos estratégicos, Bir Tawil, por su parte, no ofrece beneficios económicos evidentes. En un contexto de disputas fronterizas donde Egipto y Sudán compiten por el Triángulo de Hala’ib, aceptar la administración de Bir Tawil significaría perder el derecho a reclamar dicho triángulo. Así, ambos países han evitado cualquier acción que implique la soberanía sobre Bir Tawil, dejando a este territorio en un limbo jurídico que persiste hasta la actualidad.
El Triángulo de Hala’ib es una región mucho más valiosa que Bir Tawil. Situado a lo largo de la costa del Mar Rojo, es una zona fértil y con potencial económico debido a sus reservas petroleras. A lo largo de las décadas, el acceso al Mar Rojo y sus recursos ha sido motivo de tensión constante entre Egipto y Sudán. De hecho, el control de Hala’ib representa un recurso clave para la economía y la seguridad de ambos países, ya que es un punto de acceso a rutas comerciales y pesqueras.
En contraste, Bir Tawil es una tierra desolada y árida que no ofrece recursos naturales significativos. Ubicado en el desierto de Nubia, el territorio se caracteriza por temperaturas extremas y vastas extensiones de arena, lo que lo hace difícil de habitar y prácticamente inadecuado para la agricultura. Por esta razón, ni Egipto ni Sudán han mostrado interés en reclamar formalmente esta área, concentrando en su lugar sus esfuerzos en asegurar el control del Triángulo de Hala’ib. Como resultado, Bir Tawil ha permanecido como un área olvidada, sin importancia económica o estratégica aparente.

## Reclamos

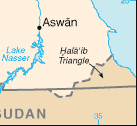
Bir Tawil es el área clara por debajo de la línea del paralelo.

Debido a su condición de territorio no reclamado de iure, varias personas y organizaciones han intentado reclamar a Bir Tawil como una micronación. Sin embargo, ninguno ha sido tomado en serio por la comunidad internacional, y debido a la lejanía y el clima hostil de la región, la gran mayoría de estos reclamos han sido declaraciones publicadas en línea desde otros lugares. Ningún reclamo ha sido reconocido, oficialmente o de otra manera, por ningún gobierno u organización internacional.
El caso más conocido es el del llamado «Reino de Sudán del Norte». Un ciudadano estadounidense, Jeremiah Heaton, realizó una expedición con el fin de realizar una reclamación de soberanía oficial. Estableció una nueva monarquía, el Reino de Sudán del Norte, con su hija como jefe de Estado, y plantó el 16 de junio de 2014 en el territorio de Bir Tawil la bandera nacional oficial del reino para reclamar la región como nuevo estado soberano.
En las últimas décadas, Bir Tawil ha atraído cierta atención internacional debido a reclamos individuales. El único con reconocimiento internacional es el del príncipe S.A. Giovanni Caporaso Gottlieb, quien planeó construir una estación de investigación llamada "Estación Marianne 1" en el territorio. Este proyecto está en desarrollo por expertos y bajo la supervisión del príncipe Caporaso Gottlieb, quien lleva 40 años visitando el territorio y argumentó que, dado que Bir Tawil no estaba reclamado, tenía el derecho de establecer una base allí y declarar soberanía sobre el área.